# 德班
德班是南非夸祖鲁-纳塔尔省最大的一座城市，祖魯語稱之為“eThekwini（特克维尼）”，“itheku”在祖鲁语中意为“海港或潟湖”，而“eThekwini”的叫法即是由此而来。德班都市圈在“南非人口最稠密都市圈”上排名第3，仅次于约翰内斯堡和开普敦。它同时也是南非仅次于约翰内斯堡的制造业中心。德班组成了德班都市圈的一部分，且以南非最繁忙的港口闻名。它也因温暖的亚热带气候和扩张的海滩被认为是热门的旅游城市之一。这座城市连同它周围的诸多小镇拥有将近370万的人口，这使其成为了印度洋海岸线的非洲部分上最大的城市。德班在夸祖鲁-纳塔尔省是人口最多的城市，而后者则是南非人口第2多的省。

## 历史
始建于1824年，原名纳塔尔港（Port Natal），1835年改现名。
来自德拉肯斯堡山脉的考古证据表明，自旧石器时代中期以来，德班地区就一直居住着狩猎采集者群体。这些人生活在夸祖鲁-纳塔尔省的整个地区，直到来自北部的农牧民和牧民的扩张使他们逐渐融入。祖鲁人的口述历史代代相传，他们在欧洲殖民者之前是这片土地的居民。
直到葡萄牙探险家瓦斯科·达伽马发现该地区才有书面历史，他在1497年圣诞节与夸祖鲁-纳塔尔海岸平行航行，寻找从欧洲到印度的路线。他将该地区命名为 Natal，在葡萄牙语中意为“圣诞节”。
1686年，荷兰东印度公司的一艘名为Stavenisse的船在南非东海岸失事。一些幸存者前往纳塔尔湾（德班），在那里他们被由酋长Langalibalele领导的“Abambo”部落（Hlubi people）收留。船员们能说流利的部落语言，并见证了他们的习俗。部落告诉他们，Abambo 人居住的土地被当地人称为 Embo，人们非常好客。
1824年，英国弗朗西斯·法韦尔与一家名为 J. R. Thompson & Co.的贸易公司决定与祖鲁王国沙卡开启贸易关系，并在海湾建立一个贸易站。德拉戈亚湾的另一位贸易商亨利·弗朗西斯·芬恩也参与了这项冒险。
1824年8月7日，他们与沙卡国王完成了割让土地的谈判，包括纳塔尔湾和延伸到海湾以南16公里（10英里）、海湾以北40公里（25英里）和内陆160公里（100英里）的土地。法韦尔以皇家礼炮举起了英国国旗。
1835年6月23日，在芬恩领土上举行的35名欧洲居民会议上，决定建造一座首都，并以当时开普殖民地总督本杰明·德班爵士的名字将其命名为“D'Urban”。
1839年，布尔人在牛车大迁徙中建立纳塔利亚共和国，他们在德班与祖鲁人爆发激烈冲突。1844年，迫于英国军事压力布尔人接受了吞并。
1854年，德班宣布自治。

## 气候
| 德班（德班国际机场）（1991-2020） | 德班（德班国际机场）（1991-2020） | 德班（德班国际机场）（1991-2020） | 德班（德班国际机场）（1991-2020） | 德班（德班国际机场）（1991-2020） | 德班（德班国际机场）（1991-2020） | 德班（德班国际机场）（1991-2020） | 德班（德班国际机场）（1991-2020） | 德班（德班国际机场）（1991-2020） | 德班（德班国际机场）（1991-2020） | 德班（德班国际机场）（1991-2020） | 德班（德班国际机场）（1991-2020） | 德班（德班国际机场）（1991-2020） | 德班（德班国际机场）（1991-2020） |
| 月份                              | 1月                               | 2月                               | 3月                               | 4月                               | 5月                               | 6月                               | 7月                               | 8月                               | 9月                               | 10月                              | 11月                              | 12月                              | 全年                              |
| --------------------------------- | --------------------------------- | --------------------------------- | --------------------------------- | --------------------------------- | --------------------------------- | --------------------------------- | --------------------------------- | --------------------------------- | --------------------------------- | --------------------------------- | --------------------------------- | --------------------------------- | --------------------------------- |
| 平均高温 °C（°F）                 | 28.0 (82.4)                       | 28.6 (83.5)                       | 27.9 (82.2)                       | 26.1 (79.0)                       | 24.9 (76.8)                       | 23.6 (74.5)                       | 22.8 (73.0)                       | 23.3 (73.9)                       | 23.5 (74.3)                       | 24.1 (75.4)                       | 25.3 (77.5)                       | 26.7 (80.1)                       | 25.4 (77.7)                       |
| 日均气温 °C（°F）                 | 24.5 (76.1)                       | 25.0 (77.0)                       | 24.1 (75.4)                       | 22.0 (71.6)                       | 19.6 (67.3)                       | 17.4 (63.3)                       | 16.9 (62.4)                       | 18.2 (64.8)                       | 19.5 (67.1)                       | 20.4 (68.7)                       | 21.8 (71.2)                       | 23.4 (74.1)                       | 21.1 (70.0)                       |
| 平均低温 °C（°F）                 | 21.3 (70.3)                       | 21.3 (70.3)                       | 20.5 (68.9)                       | 17.6 (63.7)                       | 14.2 (57.6)                       | 11.2 (52.2)                       | 10.8 (51.4)                       | 13.0 (55.4)                       | 15.4 (59.7)                       | 17.1 (62.8)                       | 18.6 (65.5)                       | 20.2 (68.4)                       | 16.8 (62.2)                       |
| 平均降水量 mm（）                 | 121.6 (4.79)                      | 108.2 (4.26)                      | 93.3 (3.67)                       | 73.1 (2.88)                       | 46.9 (1.85)                       | 29.5 (1.16)                       | 58.5 (2.30)                       | 31.1 (1.22)                       | 70.7 (2.78)                       | 105.0 (4.13)                      | 117.3 (4.62)                      | 120.4 (4.74)                      | 975.6 (38.41)                     |
| 平均降水天数                      | 9.8                               | 8.5                               | 8.1                               | 5.8                               | 4.5                               | 2.4                               | 2.9                               | 3.5                               | 7.2                               | 11.4                              | 11.2                              | 11.0                              | 7.2                               |
| 来源：Starlings Roost Weather     |                                   |                                   |                                   |                                   |                                   |                                   |                                   |                                   |                                   |                                   |                                   |                                   |                                   |

德班是亚热带湿润气候（依据柯本气候分类法是Cfa型气候），它的夏天炎热而潮湿，冬天却干燥温暖，没有雪也没有霜冻。德班的年降水量在1,009毫米。夏天平均气温在24摄氏度左右，冬天则是17摄氏度左右。夏至时德班的日出在4:45，日落在19:00。冬至时，德班的日出在6:30，日落则在17:20。德班的雨季由11月开始，持续到4月中旬结束。德班的夏天晴朗、炎热而潮湿，不过总是会被下午或夜晚的暴风雨所缓解。在每年11月15日到4月30日的热带气旋季节，德班时常会受到热带风暴和气旋的侵扰。从6月到8月是德班的冬季，一般都温暖而晴朗。

## 人口
德班在种族构成上相当多样化，各类信仰和传统都相当丰富。祖鲁人是这个城市内最大的单一种族，而英裔和印度裔也占据了不少的人口。值得一提的是，德班的印度裔人口是印度以外所有城市中最高的。印度裔给德班带来影响是深远并且多方位的，包括饮食、文化和信仰。虽然有不少人抱以悲观的看法，但这座南非第三大城市的社会凝聚力却非常强大。在种族隔离时期，除了受雇于雇主的园丁或侍女外，不同的种族必须待在不同的地方。种族隔离政策结束后，这些界线逐渐消失了，不过黑人依旧倾向于待在原来的地方，导致这些地方仍旧是大多数黑人聚居。而大多数白人聚居的地方则大量流入了黑人和印度裔。
种族隔离政策结束后，南非迎来了人口大爆炸，因为黑人们开始被允许进入城市。在1996年到2001年间，南非的年人口增速为2.34%，这导致了城市中贫民区的扩张，而这些贫民区又经常被推倒。2001年到2011年间，年人口增速开始下降到1.08%，由于政府开始建造低保房，贫民区也开始减少。大约在1930年，德班的整个住宅区仅仅是现今的中心部分，即伯里亚和布拉夫，而后这座城市便迎来了迅速扩张的时期。白人人口在这段时间内并未有很大增长，他们之中的大多数反而搬离了这片区域，来到相对较远的城郊小镇，例如乌姆兰加，那里驻扎着德班大部分的公司。
2001年到2011年间，北德班、南德班及伯里亚等市内和城郊的人口增长了10.9%，从536,644增长到了595,061。黑人人口显著增长，而其他种族的人口则不断下跌。黑人的人口占比从34.9%增长到了51.1%，印度裔和亚裔从27.3%跌到了24%，白人从25.5%跌到了15.3%，而有色人种则从10.26%跌到了8.59%。而2011年人口普查新公布的记录显示“其他人种”占到了0.93%。
| 南非语 英语 |  | 科萨语 祖鲁语 |

特克维尼大区母语者的地理分布
没有语言占据主导地位

数据显示，德班68%的人口是劳动力，而38%的人在19岁以下。

## 交通
- 德班港
- 德班国际机场（Durban International Airport）

## 教育
- 夸祖鲁-纳塔尔大学（University of KwaZulu-Natal）
- 德班理工大学（Durban University of Technology）

## 姐妹城市（国际关系）
- 巴西里約熱內盧
- 以色列埃拉特
- 埃及亞歷山大港
- 辛巴威布拉瓦約
- 德国不來梅
- 美国芝加哥
- 中华人民共和国廣州
- 中華民國高雄
- 英国利茲
- 阿尔及利亚奧蘭
- 荷蘭鹿特丹